# 298 př. n. l.

## Události
- makedonský vůdce Kassandros porazil v bitvě na Haemu keltské vojsko pod vedením Kambaulese

## Hlavy států
- Seleukovská říše – Seleukos I. Níkátor (312 – 281 př. n. l.)
- Egypt – Ptolemaios I. Sótér (310 – 282 př. n. l.)
- Bosporská říše – Spartacus III. (304 – 284 př. n. l.)
- Pontus – Mithridates I. (302 – 266 př. n. l.)
- Bithýnie – Zipoetes I. (326 – 297 př. n. l.)
- Sparta – Areus I. (309 – 265 př. n. l.) a Archidámos IV. (305 – 275 př. n. l.)
- Athény – Euctemon (299 – 298 př. n. l.) » Mnesidemus (298 – 297 př. n. l.)
- Makedonie – Kassandros (310 – 297 př. n. l.)
- Epirus – Neoptolemus II. (302 – 297 př. n. l.)
- Odryská Thrácie – Cotys II. (300 – 280 př. n. l.)
- Římská republika – konzulové Lucius Cornelius Scipio Barbatus a Gnaeus Fulvius Maximus Centumalus (298 př. n. l.)
- Syrakusy – Agathocles (317 – 289 př. n. l.)
- Numidie – Zelalsen (343 – 274 př. n. l.)